# NBA 5 United Tour
NBA 5 United Tour es un torneo de 5 contra 5 jugado por equipos amateurs que se inscriben para la ocasión. Es una actividad de competición, entretenimiento y marketing promovida por la NBA en Europa. El NBA 5 United Tour fue un recorrido organizado por Adidas y otras marcas para la exhibición de concursos de baloncesto, streetball, dunk, donde han participado deportistas de la NBA como invitados.
Se ha celebrado en importantes ciudades como Madrid, Barcelona, Moscú, Roma, París, Milán, Estambul, Londres, Atenas, entre otras. Algunos de los atletas que han sido invitados son AC Green, Derrick Williams, Josh Smith, Dwight Howard, Jrue Holiday, Nikola Peković, Corey Brewer, Muggsy Bogues, Desmond Jump y Al Horford.
La primera temporada se llevó a cabo en 2009. Se suspendería en 2011 y se reiniciaría como NBA 3X a partir de 2015 por BBVA en España.

## Eventos por año

### 2009
El adidas NBA 5 United Tour comenzó en Atenas, llegaría a Estambul el 11 de julio después de Madrid y Roma, finalizaría en Londres el 12 y 13 de septiembre.
En Madrid, tuvo lugar los días 27 y 28 de junio. Contó con el patrocinio de MARCA, MARCA.com y Radio MARCA. En el evento participaron el grupo de animadoras de Jazz, los Utah Jazz's Nu Skin Jazz Dancers, así como del base de los Blazers, Sergio Rodríguez, y el pívot del Real Madrid, Felipe Reyes y Álex Mumbrú.

### 2010
El sábado 12 y domingo 13 de junio, la ciudad de Milán fue protagonista deportiva al albergar la edición 2010 de este evento llevado a cabo por Adidas y la Asociación Nacional de Baloncesto, en su cuarta edición que tuvo a la ciudad italiana como primera de ellas. 3 etapas europeas (las otras serían en Madrid los días 26 y 27 de junio y París los días 4 y 5 de septiembre). Los bailarines de los New York Knicks actuaron con sus coreografías que también realizaron durante los juegos de Nueva York. Los atletas invitados a este evento fueron Nicolò Melli, Pietro Aradori y el jugador de la NBA Tracy McGrady.

### 2011
Tuvo lugar los días 17 y 18 de septiembre en la Place de l'Hôtel de Ville de París. No contó con la participación de ningún atleta de la NBA, pero sí estuvieron presentes el equipo de baile de los Boston Celtics .
NBA Fan Zone, organizada por NBA Italia con la participación de Adidas, Vodafone y Kraft, también trajo United 5, que contó con bailarines de los campeones de la NBA de 2010, los Dallas Mavericks. La primera parada de esta edición del NBA 5 United Tour fue en Milán en la Piazza del Cannone los días 4 y 5 de junio, donde el jugador de la NBA de Atlanta Hawks, Josh Smith, y el equipo de baile de los Charlotte Bobcats, las Lady Cats, formaron parte del espectáculo. NBA 5 United Milan fue patrocinado por la Municipalidad de Milán, Adidas, EA Sports, Footlocker, Hannspree, Kraft, Vodafone, Microsoft X Box y Radio Deejay.
Para su visita a España, las actividades en Barcelona tuvieron lugar en la Avenida María Cristina de Barcelona los días 11 y 12 de junio, con la aparición de Josh Smith patrocinada por Adidas y las actuaciones del equipo de baile Phoenix Suns. Continúa en las inmediaciones del Santiago Bernabéu, siendo Madrid la sede del NBA 5 United Tour 2011 los días 18 y 19 de junio con el respaldo y apoyo de BBVA, banco oficial de la competición, y de la NBA. EA SPORTS, Footlocker y Hannspree apoyarán el NBA 5 United Tour, junto con Kia y el socio de medios Marca. Al evento asistieron Dwight Howard, Jrue Holiday y el equipo oficial de baile de los Milwaukee Bucks.
El torneo de baloncesto NBA 5 United se llevó a cabo en Estambul los días 4 y 5 de junio. Se había informado que un jugador sorpresa de la NBA y el equipo de baile New Orleans Hornets participarían en el torneo, que se llevará a cabo en Caddebostan. NTV, Virgin Radio, Coca Cola Company, EA Sports, Powerade y Hürriyet también apoyarán la etapa de Estambul del adidas NBA 5 United Tour. EA Sports y The Coca-Cola Company organizaron competencias diarias con los populares juegos NBA Live 09 de EA Sports, y la competencia en el campo continuará durante todo el día en el entorno virtual. Dwight Howard se reunirá con fanáticos en la última parada del NBA 5 United Tour en Moscú .
La finalización de este evento sería en Roma en el Estadio Flaminio los días 28 y 29 de junio. Los aficionados presentes en el escenario disfrutaron de la actuación del Phoenix Suns Dance Team.

## Invitados especiales

### Jugadores de NBA
- A. C. Green
- Derrick Williams
- Josh Smith
- Dwight Howard : Moscú 2011[7]
- Jrue Holiday
- Nikola Peković
- Corey Brewer
- Bogues Muggsy
- Desmond Jump : Madrid 2011
- Al-Horford
- Brook López : Londres 2009[43]
- Antawn Jamison : París 2010[44]